# Gaslight (film 1940)
Gaslight è un film del 1940 diretto da Thorold Dickinson.

## Trama
In epoca vittoriana un pianista che si rivelerà manipolatore seriale passa da uno stato psichico all'altro con un'intensità maniacale in crescendo. Il film inizia con lo strangolamento di un’anziana, zia di Bella, cui ella era intimamente legata, considerato anche che aveva già perduto entrambi  i genitori. L’assassino rovista attentamente la casa, in modo sconclusionato e vandalico, lacerando con un coltello le stoffe che rivestono poltrone e divani, nella disperata ricerca di qualcosa. Dopo queste scene la casa della vittima, che era stata una famosa cantante lirica, è abbandonata per anni, finché la nipote Bella vi fa ritorno insieme al marito. Il passare del tempo è reso attraverso l’inquadratura del fusto di un albero appena piantato che aumenta considerevolmente. L’incubo della donna che non individua la malafede del marito e prende su di sé ogni percezione propria di un folle diventa insopportabile, l’uomo fa sparire e riapparire gli oggetti, fa in modo che le lampade a gas diminuiscano o aumentino di intensità. Soprattutto Bella sente inspiegabili rumori provenienti dalla soffitta. Si tratta di Paul, il marito, che sta cercando i rubini appartenuti alla zia. Grazie all’aiuto di un bonario detective, insospettito fin dal loro arrivo, e del suo aiutante, che addolciscono lo stato di Bella, il mistero viene svelato a Bella, che intanto era stata minacciata di essere internata in manicomio. Il detective e il suo aiutante riescono a provare che Paul è bigamo essendo sposato con una donna australiana sotto il nome di Louis Bauer. Paul alias Louis intratteneva un losco rapporto con la cameriera Nancy mentre agiva sulla moglie per portarla alla follia; proprio durante un intervallo di tempo che trascorre con lei il detective svela a Bella ogni mossa del marito tesa a portarla alla follia. L’uomo è così bloccato dai due uomini e arrestato grazie all'intervento della polizia, con i rubini mostrati da Bella che beffardamente gli scivolano dalle mani ammanettate.

## Produzione
Il titolo e lo stesso termine Gaslight viene dall’ opera teatrale Gas Light (1938) di Patrick Hamilton così come il soggetto. Rappresentata negli Stati Uniti con il titolo di Angel street e interpretata originariamente da Vincent Price. Dal grande successo della rappresentazione teatrale furono realizzati due film a pochi anni di distanza uno dall’altro, in Gran Bretagna  del 1940 e negli Stati Uniti nel 1944. Questo del 1940 fu prodotto dalla British National. Dal Dictionnaire des Films di Georges Sadoul del 1965 si legge, nella traduzione italiana Sansoni del 1968: «Il film ebbe un notevole successo, tanto che Hollywood ne progettò un rifacimento, acquistandolo e distruggendone, pare, tutte le copie». Oggi è possibile reperire il film sul web rimasterizzato digitalmente dalla BFI National Archive. Al Gaslighting Cahiers du cinéma dedica ampio spazio nel numero 806, facendo riferimento soltanto al film di George Cukor del 1944.

## Critica
Sadoul, nella scheda dedicata alle due versioni inglese e americana di Gaslight, propende per la prima, questa del 1940: «Un bel film inglese del '40, di gusto figurativo e di intelligente suspense», pur riconoscendo al remake del 1944 che Ingrid Bergman meritasse l'Oscar che ottenne per la sua interpretazione.